# En ninguna parte
 En ninguna parte es una película coproducida en Argentina y España del género de drama dirigida por Miguel Ángel Cárcano sobre su propio guion escrito en colaboración con María Inés González que se estrenó en España el 21 de octubre de 2005 y que tuvo como protagonistas a Héctor Alterio, Noelia Castaño, José Ángel Egido, Jorge Roelas, Frank Spano e Ismael Uceda.

## Sinopsis
En una vieja y pequeña gasolinera ubicada a la vera de un camino con poco tránsito de vehículos viven José, un viudo de 50 años, y sus dos hijos: Pablo, un niño de diez años que lo único que desea es tener una familia normal y Rais, una joven de veinte años cuyo objetivo es irse de allí para vivir su propia vida. Una tarde de verano, en un lujoso automóvil, llegan 
Antonio, un prestigioso actor de cine que se dirige al lugar de filmación de la película en la que está trabajando, Manuel, un ambicioso ayudante de producción y Juan, el chofer, un inmigrante venezolano. Mientras esperan allí al resto del equipo de rodaje estas tres personas, totalmente ajenas a José y su mundo, se ven obligados a compartir su tiempo con los tres lugareños. A Antonio, que está harto de la trivialidad de la fama, le intriga la vida de José, quien no vio ninguna de sus películas y lo trata con total naturalidad; Manuel se ve llevado a reflexionar sobre su vida personal y profesional; Juan comprueba que no es necesario venir de otro país para sentirse extranjero; Rais decide que es su momento para irse; Pablo advierte por primera vez que su familia se está desintegrando y José descubre que quizás no ha hecho lo mejor para sus hijos. En definitiva, un encuentro que dejará una marca en sus vidas.

## Reparto
- Héctor Alterio	... 	Antonio
- Noelia Castaño	... 	Rais
- José Ángel Egido	... 	José
- Jorge Roelas	... 	Manuel
- Frank Spano	... 	Juan
- Ismael Uceda	... 	Pablo